# 육군 학사사관
육군 학사사관(陸軍 學士士官), 학사장교(學士將校) 또는 KAOCS(Korea Army Officer Candidate School)는 학사 학위 이상을 소지한(취득예정자) 자가 소정의 시험을 거쳐 군사교육을 받은 뒤 장교로 임관하는 대한민국의 장교양성 과정이다. 전 인원 소위로 임관하며, 2024년까지 총 69개 기수(52,357명)의 정예 장교가 학사사관 과정으로 배출되었다.

## 역사

### 창설 및 발전과정

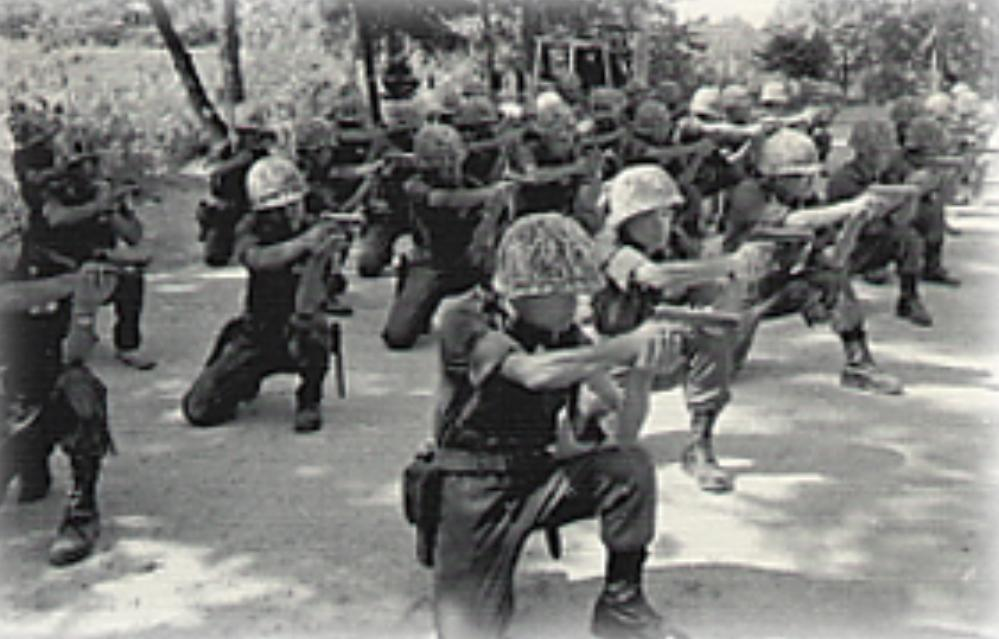
창설기 학사사관 1기생 훈련모습

학사사관은 1980년대 대한민국의 대내외적 안보환경이 불안했던 시기, '문무를 겸비한 장교' 양성을 기치로 1981년 6월 28일 학사사관 제도가 창설되었다. 이에 전투병과 위주의 정예 간부 632명이 학사 1기로 광주 상무대에서 임관하였다. 학사 2기부터는 생도과정이 폐지된 육군3사관학교에서 장교양성교육을 받고 임관하게 되었으며, 1980년대 중순부터는 군 가산복무 지원금 지급 대상자 제도를 도입하여 매년 2개 기수씩 임관하였는데, 전반기에 임관하는 '홀수 기수'와 후반기에 임관하는 '짝수 기수'로 나누어졌고 행정고시, 외무고시, 기술고시 출신자와 군 가산복무 지원금 지급 대상자는 전반기에 입대하였다. 2010년 이후 연 1개 기수로 통합되어 현재에 이르고 있다. 육군 학사사관은 2011년까지 육군3사관학교에서 16주간의 장교양성 과정을 이수하고 소위로 임관하였으며 2012년부터는 육군학생군사학교에서 장교양성교육을 받고 임관하고 있다. 2015년 6월1일부로 여군사관은 학사사관으로 통합되었으며 여군55기(2010년 임관) 이후 임관자는 임관구분도 학사사관으로 단일화되었다. 2024년까지 총 69개 기수(52,357명)의 정예 장교가 학사사관 과정으로 배출되었다. 

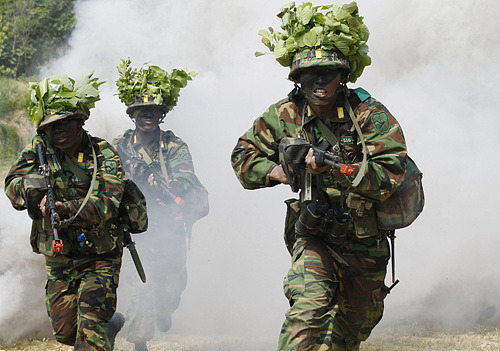
2013년 학사사관 훈련모습

### 여군사관의 발전과 통합
학사사관과 통합된 여군사관의 시작은 대한민국 정부 수립 이후 사회적 혼란기에 조직된 학도호국단의 교련교사로 양성된 여자 배속장교였다. 1949년 6월 30일부터 1개월간 배속장교 3개기수 교육이 실시되었고, 동년 7월 30일자로 육군예비역 소위로 임관되었다. 한국전쟁발발후 1950년 9월 1일, 국방부일반명령(육) 제58호로 부산에서 제2훈련소 예속으로 여자의용군교육대가 창설되었다. 1950년 10월 23일 여군장교 10명이 예비역 신분에서 현역으로 편입되므로 최초의 여군이 탄생하게 되었다. 1951년 11월 15일자로 여자의용군교육대가 해체되고 육군본부 부관실 내에 여군과가 설치되어, 의용군에서 공식적인 여군으로의 신분 전환이 이뤄지게 되었다.여군과는 1954년 1월 1일 육본 기구개편에 따라 여군부로 승격됐고, 1959년 1월 1일 여군처로 개편되었다. 또한 1955년 7월 10일 서울 서빙고에 여군훈련소가 재창설되었으며. 후일 여군학교로 개편되었다. 여군학교는 2002년 10월 31일자로 해제되었으며, 총47기수 1,500명이 여군사관과정으로 임관하였다. 2003년 여군 48기부터는 학사사관 양성과정과 교육과정이 단일화되었으며, 2015년 6월1일부로 여군사관은 학사사관으로 통합되었다.

## 선발제도의 변천
1981년 제1기생의 임관으로 육군 학사사관 제도가 시작되었다. 이후, 국방부에서는 우수한 고급 장교자원을 원활하고 안정적으로 확보하기 위해, 1980년 중반 군 가산복무 지원금 지급 대상자 제도를 도입했다. 이는 장교로서 군 복무를 희망하는 자원을 대상으로 육군사관학교가 아닌 일반 4년제 대학교 재학생에게 학비 전액을 지원하여 장차 고급장교로 활용이 가능한 우수자원을 조기 확보하기 위한 목적으로 시행되었다. 학군사관의 군 가산복무 지원금 지급 대상자와 달리 학사사관의 군 가산복무 지원금 지급 대상자는 대학교 재학 중 아무런 군사훈련을 받지 않으면서 학업에 전념하고 졸업 후 소정의 군사훈련과정을 거쳐 소위로 임관하는 특징을 가지고 있다. 학사사관의 군 가산복무 지원금 지급 대상자의 경우 기본복무기간 3년과 등록금 수혜기간 4년을 합산하여 총 7년을 복무해야 한다. 시행초기 학사사관의 군 가산복무 지원금 지급 대상자는 임관구분을 홀수기수로, 단기복무장교는 인원에 따라 홀수기수와 짝수기수로 배정되었으나, 2012년부터 연 1개 기수로 조정되었다. 학사사관제도로 인해 많은 학사사관 출신 장교들이 군에서 주요 보직과 업무에 근무하고 있으며, 원활하고 안정적인 중대장과 대대장, 연대장 등 요원 수급에 많은 이바지를 하고 있다. 이는 미국(OCS)과 마찬가지로 정규 4년제 대학 출신 육군 학사사관 제도가 안정적으로 정착됐음을 의미한다. 또한, 국방부는 대학 재학생 중에서 우수자원을 사전에 확보하기 위해 군사학과 및 군 가산복무 지원금 지급 대상자, 학사예비장교 후보생 양성에 많은 노력을 기울이고 있다.

## 학사사관의 진출현황
학사사관은 제도가 정착되기 시작한 1980년대 말부터 장기복무자가 늘어나기 시작하여 2018년 기준으로 6,385명이 현역으로 복무하고 있다. 세부적으로 장성을 포함한 약 2,500여 명의 영관장교, 중 · 소대장의 약 40%를 담당하고 있으며, 의무복무를 마치고 사회에 진출한 전역자 또한 전문분야의 지식과 군에서 체득한 장교가 지녀야 할 지도력, 군인정신을 바탕으로 사회 각계각층에서 눈부신 활약을 하고 있다.  정관계에서 前 총동문회장인 이종배(1기) 국민의힘 의원, 박성중(1기) 국민의힘 의원, 김희국(2기) 국민의힘 의원, 이병훈(2기) 더불어민주당 의원, 윤준병(6기) 더불어민주당 의원, 송석준(21기, 해병대전군) 국민의힘 의원, 유정복(1기) 前 국회의원, 김동완(1기) 前 국회의원, 前 새정치민주연합 원내대표인 전병헌(1기) 前 국회의원, 정양석(1기) 前 국회의원 등이 있다. 정승(1기) 제1대 식품의약품안전처장, 김조원(1기) 문재인 정부 제2대 대통령비서실 민정수석비서관, 정재근(6기) 박근혜 정부 제1대 행정자치부 차관, 김덕중(7기) 제20대 국세청장, 이전환(7기) 제23대 국세청차장, 이종호(7기) 前 중부지방국세청장, 박동훈(8기) 제10대 국가기록원장, 김낙회(8기) 前 관세청장, 오균(9기) 前 청와대 국정과제비서관, 김준동(13기) 前산 업통상자원부 기획조정실장, 이호승(15기)(문재인 정부 제4대 대통령비서실 정책실장), 김의도(17기) 통일부 기획조정실장 등 5급 이상의 공직자가 1,000여 명이 있다. 현직 단체장 가운데는 정헌율(2기) 익산시장, 배광식(5기) 대구 북구청장 등이 있다. 법조계는 양부남(6기) 제32대 부산고등검찰청 검사장을 포함한 40여 명, 경찰은 윤종기(5기) 제28대 인천지방경찰청 청장 등 약 300여 명, 교육계에는 노동일(1기) 경희대 법학전문대학원 교수 포함한 약 600여 명, 김옥기(2기) 前 연세중 교장을 포함한 교사 800여 명, 경제계에는 윤홍근(1기) 제네시스 회장, 백종원(14기)를 포함한 4,000여 명 등이 활약하고 있다.

## 학사사관의 특징
학사사관의 큰 특징은 지원자격에서 찾을 수 있다. 타 장교 양성과정은 고졸이나 대학 2년 이상 재학 등인 데 비해, 학사사관은 정규 4년제 대학 졸업 이상을 기본으로 요구하고 있다. 그런 이유로 다양한 연령대와 학력을 소지한 우수한 자원들이 지원하고 있다. 특히, 국가고시출신자, 석 · 박사 학위 취득자 및 국외 영주권을 포기한 고학력 재외 거주 동포의 지원이 꾸준히 이어지고 있다. 타 장교 양성과정에서 얻기 힘든 박사학위를 보유한 현역장교를 쉽게 확보할 수 있다는 점 또한 학사사관제도의 가장 큰 매력 중의 하나이며, 이런 다양성으로 인해 단결을 강조하는 군 문화와 접목하여 많은 시너지 효과를 창출하여 군과 사회에 공헌하고 있다.

## 교육과 임관

### 양성교육
육군 학사사관은 2011년까지 육군3사관학교에서 16주간의 장교양성 과정을 이수하고 소위로 임관하였으며 2012년부터는 육군학생군사학교에서 장교양성교육을 받고 임관하고 있다. 학사사관은 가입교 1주 + 군인화 5주 + 신분화 11주로, 가입교 주를 제외하고 총 16주의 교육을 진행하며 직무보수교육은 임관 후 각 병과학교에서 16주간 추가로 진행된다.
- 가입교(1주)
  - 보급품 및 각종 장비 지급, 기본 제식, 군가, 각종 법규 및 규정, 내무교육 및 군대 예절 교육
- 군인화 단계(5주)
  - 교육과목: 정신교육, 기초군사학, 일반학
  - 주요 교육내용: 제식훈련 및 정신교육, 경계, 화생방, 구급법 등 기초군사훈련
- 신분화 단계(11주)
  - 교육과목: 정신교육, 전술학, 개인화기, 리더십, 교수법, 부대 지휘관리
  - 주요 교육내용: 분대전투, 소대 전술 및 중대 전술, 교관화훈련, 독도법, 지휘통솔 관련 훈련

### 교육중 신분
- 군인사법 시행령 제8조는 사관생도·사관후보생 및 학생군사교육단 사관후보생과정의 학생을 장교후보생으로 규정하며, 병역법 제2조 제1항 제4호는 장교후보생의 임관 전·입영훈련기간 중 법적 신분은 출신구별 없이 무관후보생(현역의 사관생도, 사관후보생, 준사관후보생 및 부사관후보생과 제1국민역의 사관후보생 및 부사관후보생)으로 규정하고 있다. 군인사법 시행령 제2조 제1항 제1호는 장교후보생의 서열을 준사관 다음으로 규정하고 있다.
- 군인보수법 제20조 제1항은 "사관생도·사관후보생 등 장교후보생과 부사관후보생의 보수에 관하여는 대통령령으로 정한다."라고 규정하고 있으며, 2017년 6월 현재 월 463,800원을 지급하고 있다.

### 임관

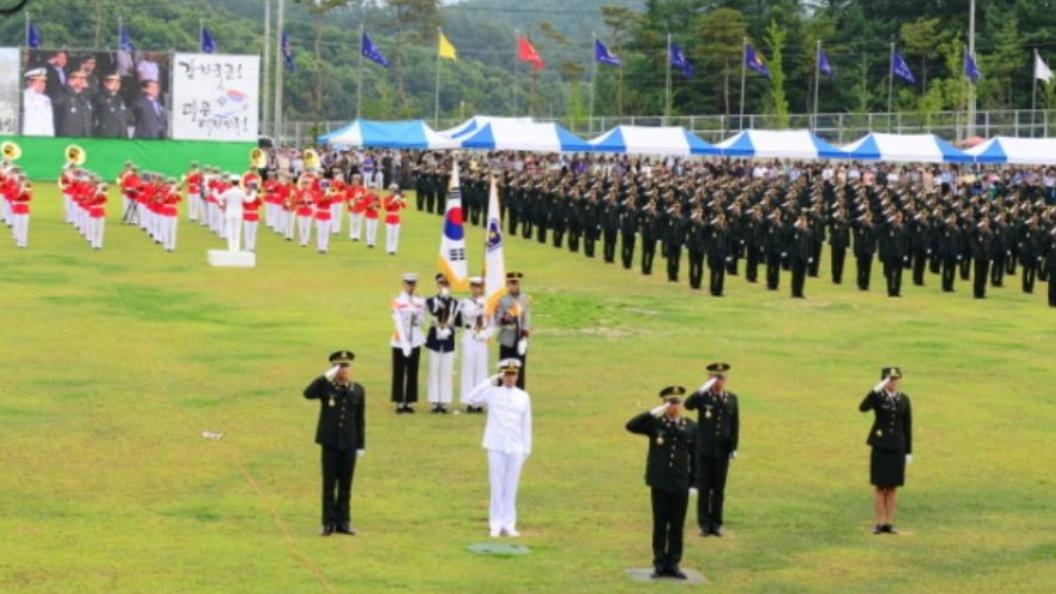
육군 학사사관 임관식

학사사관 양성과정을 마친 사람은 군인사법 제11조 제1항 제3호에 의거 장교로 임용된다. 기본적으로 각 군 양성과정의 전 장교와 부사관 후보생을 대상으로 임관종합평가가 시행되며, 예외적으로 특수사관에는 해당하지 않는다. 이는 훈육목표와 중점이 양성과정에 따라 다른 점에서 기인한다.
- 학사사관을 대상으로 진행되는 '일반과정'의 훈육목표는 '올바른 가치관과 지휘력을 갖춘 장교 양성'이며 중점은 다음과 같다.
  - 장교로서 올바른 가치관과 품성 배양
  - 군인 기본자세 확립
  - 부하를 능가하는 강인한 체력 배양
  - 지도력 배양 (자신감 넘치는 전투지휘자 육성)
- 양성과정 성적우수자는 임관식에서 대통령상, 국무총리상, 국방부장관상, 육군참모총장상, 육군교육사령관상, 육군학생군사학교장상을 수상한다. 대통령상은 양성기간이 1년 이상의 과정에서만 수여되었으나, 학사사관의 군내에서 역할과 위상 등을 고려하여 관련 법규를 개정, 2013년 학사 58기부터 수여하고 있다.[3]
- 임관 후 직무보수교육은 각 병과학교에서 16주간 추가로 진행된다. 병과는 후보생의 지원과 전공, 군사학 성적을 고려하여 분류가 이루어진다.
  - 전투병과 : 보병, 포병, 기갑, 공병, 정보통신, 정보, 방공, 항공(임관 후 중위 복무 중 지원 가능)
  - 기술병과 : 화생방, 병참, 병기, 수송
  - 행정병과 : 인사, 군사경찰, 재정, 정훈
  - 특수병과 : 의정

### 진급
학사사관 양성과정을 받고 임관한 장교 중 단기자원은 군인사법 제6조 제3항 및 제7조 제1항 제4호에 의거 3년, 군 가산복무 지원금 지급 대상자 선발자는 군인사법 제62조 제1항에 의거 7년을 복무해야 하며, 군인사법 제6조 제4항에 의거 장기 복무자로 지원하여 선발될 경우 영관급, 장성급 장교로 진급하여 복무할 수 있다.

## 주요 출신인물
- 경제계 : 윤홍근(1기)(제네시스 회장), 원종윤(1기)(인성정보 대표이사), 함영준(2기)(오뚜기 회장), 정현식(4기)(前 ㈜맘스터치앤컴퍼니 대표), 정재용(9기)((주)청암 부회장), 백종원(14기)(더본코리아 대표이사)
- 국회의원: 이종배(1기)(제13대 육군학사장교 총동문회장, 제35대 충주시장, 제19, 20, 21, 22대 국회의원), 윤준병(6기)(제21, 22대 국회의원, 前 서울특별시 행정제1부시장), 양부남(6기)(제32대 부산고등검찰청 검사장, 제22대 국회의원), 이병진(11기)(제22대 국회의원), 이재관(17기)(제22대 국회의원, 前 소청심사위원회 위원장), 송석준(21기, 해병대전군)(前 서울지방국토관리청장, 제20, 21, 22대 국회의원)
- 前 국회의원: 김동완(1기)(제12대 육군학사장교 총동문회장, 제19대 국회의원), 박성중(1기)(제11대 육군학사장교 총동문회장, 제8대 서초구청장, 제20, 21대 국회의원), 전병헌(1기)(문재인 정부 제1대 대통령비서실 정무수석비서관, 前 새정치민주연합 원내대표, 제17, 18, 19대 국회의원), 정양석(1기)(제18, 20대 국회의원), 김희국(2기)(前 국토해양부 차관, 제19, 21대 국회의원), 이병훈(2기)(제38대 광양군수, 제21대 국회의원), 홍익표(19기)(제19, 20, 21대 국회의원)
- 고위관료: 정승(1기)(제1대 식품의약품안전처장), 김조원(1기)(문재인 정부 제2대 대통령비서실 민정수석비서관), 구본충(1기)(前 충청남도 행정부지사, 前 충남도립청양대학 총장), 정재근(5기)(前 행정자치부 차관, 現 한국유교문화진흥원장), 김덕중(7기)(제20대 국세청장), 이전환(7기)(제23대 국세청차장), 이종호(7기)(前 중부지방국세청장), 김낙회(8기)(前 관세청장), 남궁 영(8기)(前 충청남도지사 권한대행, 現 세종인재평생교육진흥원장), 박동훈(8기)(前 청와대 행정자치비서관, 제10대 국가기록원장, 前 공기업평가원 원장), 한경호(8기)(前 세종특별자치시 부시장, 前 경상남도지사 권한대행), 오균(9기)(前 청와대 국정과제비서관), 김준동(13기)(前 산업통상자원부 기획조정실장), 이호승(15기)(문재인 정부 제4대 대통령비서실 정책실장), 김의도(17기)(前 통일부 대변인, 現 통일부 남북회담본부 본부장), 민병원(19기)(前 국가보훈처 부산지방보훈청장), 김승(36기)(한국국방안보포럼 연구위원, 前 통일부장관 정책보좌관)
- 단체장: 유정복(1기) (제17, 18, 19대 국회의원, 前 김포시장, 現 인천광역시장, 前 안전행정부 장관), 이성(1기)(제17, 18, 19대 서울특별시 구로구청장), 박성일(1기)(재44, 45대 완주군수), 황인호(1기)(제19대 대전광역시 동구청장), 정헌율(2기)(제8, 9, 10대 익산시장), 배광식(5기)(제29, 30, 31대 대구광역시 북구청장), 권오봉(7기)(제7대 여수시장), 오세훈(12기)(제16대 국회의원, 제33, 34, 38, 39대 서울특별시장), 박종효(20기)(現 인천광역시 남동구청장), 이영환(38기)(전환기정의워킹그룹 대표, 前 대통령 직속 미래기획위원회 정책홍보/미디어 전문관)
- 대학교수: 노동일(1기)(前 경희대 교수), 김대정(1기)(중앙대 교수), 최민철(1기)(서울대 교수), 정연주(1기)(성신여대 교수), 공호근(1기)(한성대 교수), 윤천한(1기)(조선대 교수), 김일수(2기)(국립목포대 교수), 김철호(2기)(서울과학기술대 교수), 이정호(3기)(목원대 교수), 손창민(16기)(위덕대 대외부총장), 이혁승(38기)(미국 앨라배마대 교수), 함영대(38기)(경상국립대 교수), 정종용(3기)(청운대 교수)
- 현역 장성: 양기열 준장(16기, 포병, 지상작전사령부 화력처장), 박성제 소장(17기, 보병, 육군특수전사령관 직무대리), 오경식 준장(19기, 포병, 지상작전사령부 화력여단장), 김소영 준장(여군 37기, 병참), 조웅 준장(21기, 보병, 제1보병사단 부사단장), 임종방 준장(21기, 정보), 이경진 준장(23기, 보병, 육군훈련소 참모장), 이수득 소장(23기, 보병, 제8기동사단장), 노준 준장(23기, 육군본부 국방혁신차장), 강영미 준장(여군 39기, 공병, 제5공병여단장), 차종희 준장(여군39기, 육군본부 예산차장 겸 재정병과장), 김정도 준장(25기, 보병), 윤현철 준장(25기, 포병), 장상주 준장(25기, 보병), 전종율 준장(25기, 화생방, 국군화생방방호사령관), 편무삼 준장(26기, 보병, 국군방첩사령관 직무대리), 양예석 준장(27기, 정보), 김충기(28기, 기갑, 제5기갑여단장), 허태선 준장(29기, 보병, 1군단 참모장)
- 퇴역 장성: 정현석 준장(3기, 보병),  방향혁 준장(5기, 병기), 조용문 준장(6기, 기갑), 이상윤 준장(6기, 항공), 정우교 준장(6기, 공병), 황천용 준장(8기, 포병), 최진규 중장(9기, 보병), 소영민 중장(11기, 보병), 이정휘 준장(13기, 수송), 조홍석 준장(15기, 공병), 장세혁 준장(16기, 보병), 故 이승준 준장(19기, 보병), 안상욱 준장(19기, 재정)
- 검찰·경찰: 윤종기(5기)(제28대 인천지방경찰청장), 윤동춘(7기)(제33대 경북지방경찰청장)
- 방송·언론인: 김상우(1기)(KBS 다큐멘터리부 PD), 김종구(1기)(한겨레신문 전무이사, 한국신문윤리위원회 이사), 박재복(3기)(MBC 국장), 노세희(5기)(중앙일보기자)
- 연예인·예술인: 이상운(5기)(코미디언), 김준(5기)(조각가, 한국전통문화대 교수), 김철호(10기)(테너, 삼육대 교수), 손정희(10기)(테너, 한국벨리시모 오페라앙상블 대표), 김기종(10기)(도자기 부분 명인), 최영재(45기)(강철부터 마스터 등)
- 아나운서: 이재용(12기)(前 MBC 아나운서국 아나운서2부 부장), 손범규(18기)(SBS 아나운서), 김황중(58기)(SBS 아나운서)

## 상징
육군 학사사관의 상징은 조국에 대한 무한한 사랑, 장교로서의 강한 의지와 자부심, 육군 학사사관으로서의 자기정체성 확립과 상호간의 단결을 목적으로 학사2기생의 주도로 제정되었다.
|          | 상징            | 모양및 색채                          | 의미 |
| -------- | --------------- | ------------------------------------ | --- |
| 학사마크 |                 | 학사모                               | 위관장교 |
| 학사마크 | 청색            | 지(智)                               | |
| 학사마크 | 흰색            | 덕(德)                               | |
| 학사마크 | 적색            | 체(體)                               | |
| 학사마크 | 별              | 육군, 고급장교                       | |
| 임관반지 |                 | 자수정                               | 진실, 품격, 이상추구 |
| 임관반지 | 금색            | 영원불멸, 고귀한 신분                | |
| 임관반지 | 보라색          | 참된삶, 마음의 안정, 세상의 리더     | |
| 임관반지 | 독수리 (좌측)   | 임관년도                             | |
| 임관반지 | 학사마크 (우측) | 출신기수                             | |
| 마스코트 |                 | 독수리 매목(目), 독수리과의 대형조류 | 세상을 굽어보는 혜안과 범접 할 수 없는 고고한 기품을 갖추고 표적에 대한 빠르고 정확한 순간 기동력으로 하늘을 지배하는 기상의 표본으로서 학사사관이 지향하는 모습을 상징함. |

## 사회봉사활동

### 사단법인 대한민국육군학사장교 재난구호단

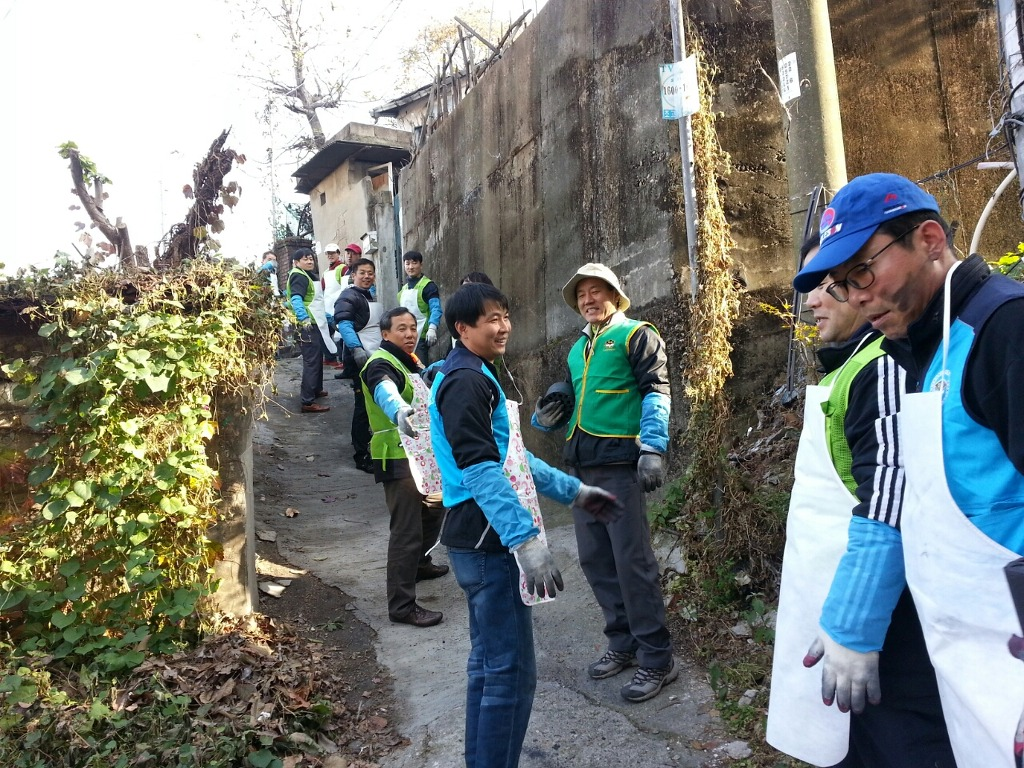
육군학사장교 총동문회 불우이웃 연탄봉사활동

사단법인 대한민국육군학사장교 재난구호단(단장:오신환(2기))은 국내외 자연재해 및 인적재난 등으로부터 국민의 생명과 재산피해를 예방하기 위해 평소 대국민 홍보와 자원봉사 활동을 전개하며, 재난 발생 시 국내외 재난발생 현장으로 출동하여 인명구조, 피해복구 및 현장 질서유지 등의 구조활동 전개를 목적으로 대한민국 육군 학사장교 총동문회 산하 조직으로 운영 중이다.
- 재난방지를 위한 홍보캠페인, 교육 및 시범행사 전개
- 안전문화 홍보활동 및 시민운동 전개
- 안전문화 정착을 위한 홍보자료의 간행 및 홍보기념품 제작 배부
- 안전문화 관련 학회지 발간 및 학술발표회의 개최
- 국가ㆍ지방자치단체 또는 관련 기관ㆍ단체와 합동으로 안전문화 홍보활동 및 캠페인 전개
- 재난발생 시 인명구조, 피해복구, 현장질서유지 활동 및 해외재난발생 시 긴급 구조 활동 전개

### 국토순례대행진

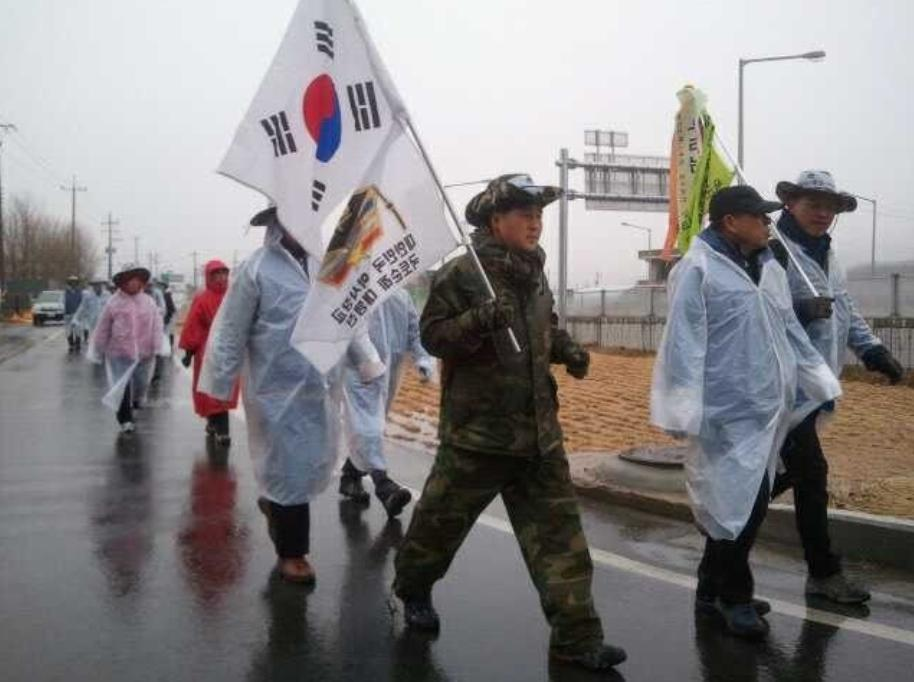
학사사관 창설 30주년 기념 국토순례대행진

국토를 종주하며 우리 땅의 소중함을 알리고 국토 수호 의지를 다지기 위해 군을 떠난 지 수십 년 된 학사사관 출신들이 ‘조국 사랑’을 직접 체험하기 위해 무려 반년 동안 3,200km의 ‘국토순례대행진’을 벌였다. 육군 학사장교 총동문회는 육군 학사사관 창설 30주년을 기념해 지난 2011년 3월 1일 국토순례대행진을 시작했다. 경기 고양시 일산 호수공원을 출발해 휴전선 일대, 동해안 남해안, 서해안 도로를 따라 국토 구석구석을 걸으며 우리 땅의 흙냄새와 풀 향기, 저녁놀을 보고 맡으며 조국에 대한 사랑을 느낄 수 있었다. 학사장교 총동문회는 야간행군을 강행할 정도의 바쁜 일정에도 2011년4월 강원 강릉지역 폭설 피해 농가를 방문해 재해 복구를 돕고, 행진코스 인근 군부대를 방문해 안보 강연회를 여는등 다양한 사회봉사 활동을 펼쳤다. 특히 대한민국의 장교단 중에서 실시한 유일한 릴레이 국토순례 행사라는 점과 국토순례를 통한 조국사랑과 재해 복구 활동등은 국가로부터 받은 많은 혜택의 사회환원이라는 점에서 큰 의미를 갖는다.

## 같이 보기
- 해군 학사사관(OCS)
- 공군 학사사관(OTS)